# Парк ДШК
Па́рк «ДШК» (парк Дарницького шовкового комбінату) — парк у Деснянському районі Києва, розташований на території масиву Соцмісто, між проспектом Каденюка та вулицями Черчиля й Гніздовського. Площа парку — 13,92 га.

## Історія

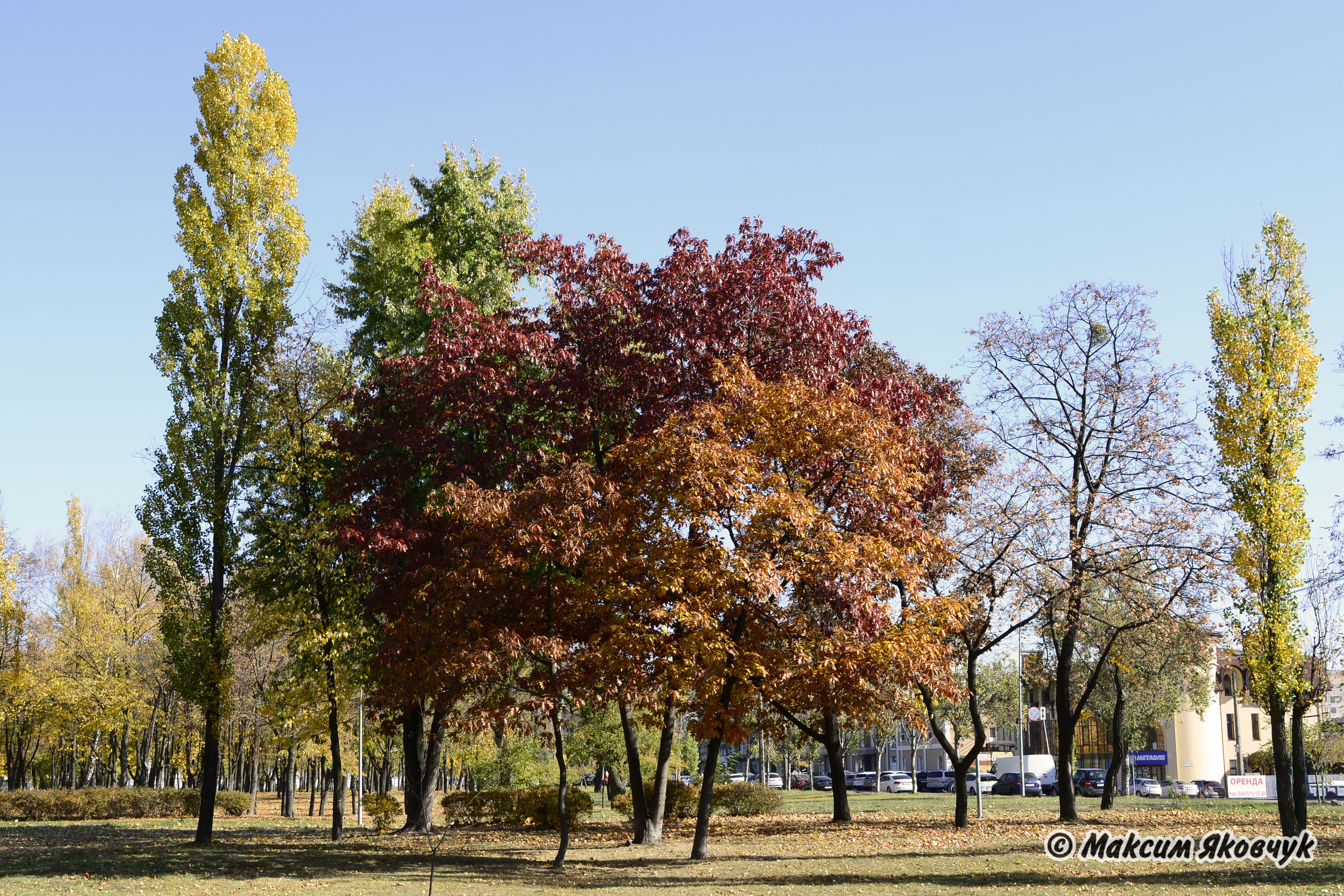
Парк Дарницького шовкового комбінату, 2021

Парк було закладено силами працівників ДШК 1956 року. Парк довгий час був занедбаним.

## Сучасний стан
У вересні 2015 року було розпочато його часткову реконструкцію.
Парк засаджено листяними породами дерев (липа, клен та ін.).